# Sophonisbe (Mairet)
Sophonisbe és una tragèdia en cinc actes i en vers, original de Jean Mairet, representada per primera vegada el 1634, va inaugurar la tragèdia clàssica francesa, i en ella l'autor va introduir la regla de les tres unitats.

## Personatges
- Syphax, rei de Numídia
- Philon, general de Syphax
- Massinisse, enemic de Syphax
- Scipion, cònsol romà
- Lélie, lloctinent de Scipion
- Caliodore, criat de Sophonisbe
- Ariston, soldat romà
- Sophonisbe, dona de Syphax, i enamorada de Massinisse.
- Corisbé, confident de Sophonisbe.
- Phénice, confident de Sophonisbe.
- Philippe
- Soldats

L'escena passa a Cyrte, vila de Numídia.